# Malaika
Malaika é uma canção suaíli escrita pelo músico tanzaniano Adam Salim em 1945. Esta canção é possivelmente a mais famosa de todas as canções de amor suaíli na Tanzânia, no Quénia e em toda a África Oriental, além de ser uma das mais conhecidas de todas as canções de amor em suaíli no mundo. Malaika, neste contexto, significa "anjo" em suaíli, e essa palavra sempre foi usada pelos falantes de suaíli para se referir a uma bela garota.
A letra da música difere ligeiramente de versão para versão; o título em si está sujeito a variações, como "Ewe Malaika" (Oh, Anjo) ou "Meu Anjo".

## Autoria
A autoria desta canção popular ainda é muito controversa. No entanto, a maioria das pessoas credita a sua autoria a Adam Salim, um compositor tanzaniano não muito publicado. Salim (nascido em 1916) compôs esta canção enquanto vivia em Nairobi entre 1945–46. De acordo com essa história, Adam Salim compôs a canção "Malaika" em 1945 para a sua linda namorada Halima Ramadhani Maruwa. Os seus pais desaprovaram o seu relacionamento e Halima foi forçada pelos seus pais a casar-se com um tajir (homem rico) asiático. Fadhili William, um cantor queniano, também está associado à música porque foi a primeira pessoa a gravá-la. O produtor Charles Worrod fornece mais uma versão, creditando a música a Grant Charo, cunhado de William (ver Ondevo 2006), uma afirmação que também está associada ao facto de Fadhili William ter sido a primeira pessoa a gravar a música. Charo não é conhecido por ter confirmado esta afirmação.  